# Inés Fernández (artista)
Inés Fernández (Buenos Aires, 13 de noviembre de 1931-Buenos Aires, 22 de septiembre de 2009) fue una actriz y cantante argentina con una amplia trayectoria en cine y teatro.

## Carrera
Destacada comediante, actuó en teatro en revistas y piezas argumentales y filmó varias películas, algunas como primera figura durante la época de oro del cine argentino. Brilló al lado de eximias figuras como José Marrone, Analía Gadé, Alfredo Barbieri, Amelita Vargas y Tito Climent, entre muchos otros.
En televisión trabajó en el programa de 1963,  Trasnoche 13, conducido por Juan Carlos Thorry.
En teatro integró diversos obras tanto como actriz y cantante y sobre todo de repertorio español. 

## Filmografía
- 1952: Las zapatillas coloradas
- 1953: ¡Qué noche de casamiento!
- 1953: La mano que aprieta
- 1953: Suegra último modelo
- 1954: Somos todos inquilinos
- 1955: El fantasma de la opereta
- 1961: Rebelde con causa[3]

## Vida privada
Casada por largo tiempo con un jugador de fútbol del Club Atlético Racing Club, con quien tuvo dos hijas también cantantes, el famoso grupo de los años 70, el duo Candela.